# Dangha
Dangha è un comune rurale del Mali facente parte del circondario di Diré, nella regione di Timbuctù.
Il comune è composto da 15 nuclei abitati:
- Akatof Oska
- Bara
- Bokoïcoïra
- Dabaraciré
- Dangha
- Kacondji
- Kel Tadak 1
- Kel Tadak 2
- Koria
- Koura
- Kouzina
- Sakoïra
- Sandiar
- Taoussa
- Tilemedess